# Danny Wainwright
Danny Wainwright (Bristol, Reino Unido) é um skatista britânico que possui o recorde mundial de ollie mais alto (113cm) em terreno plano, conseguido em fevereiro de 2000 no Reese Forbes Ollie Challenge, em Long Beach, Califórnia.